# Коцян, Ян
Ян Коцян (чеш. Ján Kocian; родился 13 марта 1958, Злате-Моравце, Чехословакия) — словацкий футболист и футбольный тренер.

## Клубная карьера
Большую часть карьеры провел в чемпионате Чехословакии за «Дуклу» из Банска-Бистрицы. Под конец карьеры Коцяну удалось переехать в Германию, где он пять сезонов отыграл в «Санкт-Паули», три из которых были в Бундеслиге. В 1990 году защитник признавался игроком года в Чехословакии.

## Международная карьера
За свою карьеру Ян Коцян неоднократно вызывался в расположение сборной Чехословакии. В 1990 году защитник вошел в состав национальной команды на Чемпионат мира в Италии. На мундиале игрок провел три матча против сборных США, Австрии и Коста-Рики На турнире Чехословакия дошла до 1/4 финала. Всего за сборную Ян Коцан провел 26 встреч.

## Карьера тренера
Завершив играть, Коцян вошел в тренерский штаб сборной Словакии. Через два года он начал самостоятельную карьеру. В 1998 году словак вывел скромный чешский клуб «Дрновице» до финала кубка страны. Вскоре он перебрался в Германию, где несколько лет работал ассистентом в командах Бундеслиги «Кёльн» и «Айнтрахт» (Франкфурт). Затем словак самостоятельно работал с коллективами из низших лиг. В 2006 году Ян Коцян сменил Душана Галиса у руля сборной Словакии. Однако ему не удалось вывести команду на Евро-2008, после чего он покинул свой пост.
Некоторое время специалист трудился в Китае и Польше. В октябре 2018 года Коцян возглавил сборную Йемена.

## Достижения
Клубные
- Футболист года в Чехословакии: 1990

Тренерские
- Финалист Кубка Чехии (1): 1997/1998.